# Timber (Einheit)
Der (das) Timber war in England ein Stückmaß im Handel mit Rauchwaren (Pelzfellen). Es entspricht dem Zimmer im deutschen Pelzhandel.
- 1 Timber = 40 Stück[1]